# The Healing Game (canción)
"The Healing Game" es una canción del músico norirlandés Van Morrison publicada en el álbum de 1997 The Healing Game y como sencillo el mismo año.
Morrison comentó sobre la canción para la revista Q: "La canción trata sobre cuando la gente solía cantar en las calles. Eso venía de América, donde todos tenían los grupos de doo wop. Esa es la idea general de la canción. Nunca te mueves de esta posición. Tomas un gran cantidad de desvíos pero siempre estás de vuelta en la esquina".
Brian Hinton recalcó: "Van es como los protagonistas de los poemas de Yeats, condenados a la eterna repetición, "aquí estoy de nuevo"... sólo la música puede calmar".
"The Healing Game" fue también incluida en los álbumes recopilatorios de 2007 The Best of Van Morrison Volume 3 y Still on Top - The Greatest Hits.

## Personal
- Van Morrison: voz
- Georgie Fame: órgano Hammond y coros
- Ronnie Johnson: guitarra eléctrica
- Nicky Scott: bajo eléctrico
- Alec Dankworth: contrabajo
- Leo Green: saxofón tenor y coros
- Ralph Salmins: percusión
- Geoff Dunn: batería
- Pee Wee Ellis: saxofón barítono y coros
- Matt Holland: trompeta y coros
- Haji Ahkba: fliscorno
- Robin Aspland: piano
- Brian Kennedy: coros
- Leo Green y Matt Holland: arreglos de vientos